# Gastrina illapsa
Gastrina illapsa är en fjärilsart som beskrevs av Walker 1858. Gastrina illapsa ingår i släktet Gastrina och familjen mätare. Inga underarter finns listade i Catalogue of Life.